# Кальська АЕС
Кальська атомна електростанція (нім. Kernkraftwerk Kahl, також Кальська дослідна атомна електростанція (нім. Versuchsatomkraftwerk Kahl, VAK)) — перша комерційна атомна електростанція Німеччини з нетто-потужністю 15 МВт (брутто-потужність 16 МВт, збудована біля Гросвельцгайму, місцевості в нижньофранконській комуні Карлштайн-на-Майні в Баварії. АЕС була запущена 13 листопада 1960 року, а підключена до електромережі в 17 червня 1961 року, тоді як регулярна комерційна експлуатація почалася з 1 лютого 1962 року. Електростанція мала лише один киплячий ядерний реактор (BWR), установки були збудовані компанією Siemens & Halske AG, а реакторну техніку поставила фірма General Electric. АЕС знаходилася у власності енергетичного концерну RWE та Bayernwerk. На території декілька років пізніше був збудований інший ядерний реактор перегрітого пару (нім. Heißdampfreaktor, HDR) Гросвельцгаймської АЕС. Кальська АЕС була закрита 25 листопада 1985 року. До 2010 року всі будівлі АЕС були повністю демонтовані слідом за Гросвельцгаймською АЕС демонтованою в 1990-х роках і, таким чином, зона цих двох АЕС стала першою в Німеччині, де було демонтовано одразу два енергоблоки.

## Історія
13 листопада 1960 року введена в експлуатацію електростанція ВАК, а 17 червня 1961 року вперше електроенергія була подана в загальнодержавну електромережу. Це була технічна наступниця АЕС потужністю 24 МВт у Валлесітосі, США, компанії General Electric, яка почала комерційну експлуатацію в 1957 році.
Експериментальний реактор пропрацював загалом 150 000 годин і видав 2,1 мільярда кіловат годин електроенергії. За даними Федерального агентства з навколишнього середовища та охорони природи, під час експлуатації було зареєстровано 90 дефектів та інцидентів, сім з яких були класифіковані як серйозні.
Після понад 25 років роботи електростанція була зупинена 25 листопада 1985 року. Демонтаж готувався з 1986 року, а перші демонтажні роботи почалися в 1988 році. У 2005 році характерний жовтий купол було видалено. Через високий рівень радіоактивності в залізобетоні для демонтажу корпусу реактора використовували невеликі екскаватори з дистанційним керуванням. Демонтаж зайняв більше часу, ніж операція, і коштував 150 мільйонів євро значно дорожче, ніж будівництво; це також пов'язано з тим, що, окрім самого демонтажу, було також проведено випробування техніки для демонтажу інших установок.
31 липня 2007 року димохід висотою 53 метри був демонтований як остання відмітна складова АЕС. Наприкінці 2008 року повністю завершено роботи з демонтажу корпусу реактора та всіх активованих компонентів установки; всі інші частини будівлі та заводу були знесені в червні та липні 2010 року. Гросвельцгайм є першим місцем у Німеччині, де повністю демонтовано дві атомні електростанції. Коли в 1975 році з колишніх незалежних міст Деттінген-на-Майні та Гросвельцгайм було утворено муніципалітет Карлштайн, символ атома було включено до новоствореного муніципального герба, який діє й сьогодні через атомну електростанцію.

## Дані енергоблоку
Кальська АЕС має лише один енергоблок:
| Енергоблок   | Тип реактору                   | Нетто- потужність | Брутто- потужність | Початок будівництва | Синхронізація з електромережею | Комерційна експлуатація | Закриття   |
| ------------ | ------------------------------ | ----------------- | ------------------ | ------------------- | ------------------------------ | ----------------------- | ---------- |
| Кальська АЕС | киплячий ядерний реактор (BWR) | 15 МВт            | 16 МВт             | 01.07.1958          | 17.06.1961                     | 01.02.1962              | 25.11.1985 |